# 费迪南·埃罗尔德
路易·约瑟夫·费迪南·埃罗尔德（法語：Louis Joseph Ferdinand Hérold；1791年1月28日—1833年1月19日），法国作曲家。生于一个音乐世家，1806年入巴黎音乐学院学习，1812年获罗马大奖。之后他和布瓦尔迪厄以及奥柏都合作过，但直到1826年，他的歌剧《玛丽亚》才获得成功。1831年他创作出最出色的一部歌剧《赞帕》，但两年后就因为肺结核不幸去世。埃罗尔德的歌剧旋律优美，戏剧性强，但写作手法还不够成熟。目前仍在演奏的只有《赞帕》的序曲。

## 外部連結
- 费迪南·埃罗尔德的免费乐谱，由国际乐谱典藏计划提供